# منتخب الجبل الأسود تحت 17 سنة لكرة القدم
منتخب الجبل الأسود تحت 17 سنة لكرة القدم هو ممثل الجبل الأسود الرسمي في المنافسات الدولية في كرة القدم في فئة كرة قدم تحت 17 سنة للرجال، يديريه اتحاد الجبل الأسود لكرة القدم.